# Dacryodes
Dacryodes Vahl, 1810 è un genere di piante dicotiledoni tropicali appartenente alla famiglia delle Burseracee.

## Tassonomia
Il genere comprende circa 70 specie:
- Dacryodes acutipyrena Cuatrec.
- Dacryodes amplectans Daly & M.C.Martínez
- Dacryodes belemensis Cuatrec.
- Dacryodes breviracemosa Kalkman
- Dacryodes canaliculata M.C.Martínez & Daly
- Dacryodes caparuensis Daly & M.C.Martínez
- Dacryodes chimantensis Steyerm. & Maguire
- Dacryodes colombiana Cuatrec.
- Dacryodes connata Daly & M.C.Martínez
- Dacryodes costanensis Steyerm.
- Dacryodes costata (A.W.Benn.) H.J.Lam
- Dacryodes crassipes Kalkman
- Dacryodes cristalinae M.C.Martínez & Daly
- Dacryodes cupularis Cuatrec.
- Dacryodes cuspidata (Cuatrec.) Daly
- Dacryodes decidua Daly & M.C.Martínez
- Dacryodes dungii Than & Yakovlev
- Dacryodes edilsonii Daly
- Dacryodes elmeri H.J.Lam
- Dacryodes epimedia Daly & M.C.Martínez
- Dacryodes excelsa Vahl
- Dacryodes expansa (Ridl.) H.J.Lam
- Dacryodes frangens Daly & M.C.Martínez
- Dacryodes froesiana Daly & M.C.Martínez
- Dacryodes glabra (Steyerm.) Cuatrec.
- Dacryodes granatensis Cuatrec.
- Dacryodes hopkinsii  Daly
- Dacryodes huamaniensis Daly & M.C.Martínez
- Dacryodes hydriflora Daly & M.C.Martínez
- Dacryodes incurvata (Engl.) H.J.Lam
- Dacryodes kingii (Engl.) Kalkman
- Dacryodes kostermansii Kalkman
- Dacryodes kukachkana L.O.Williams
- Dacryodes laxa (A.W.Benn.) H.J.Lam
- Dacryodes longifolia (King) H.J.Lam
- Dacryodes macrocarpa (King) H.J.Lam
- Dacryodes maguipensis Daly & M.C.Martínez
- Dacryodes metallica M.C.Martínez & Daly
- Dacryodes microcarpa Cuatrec.
- Dacryodes multijuga Leenh.
- Dacryodes negrensis Daly & M.C.Martínez
- Dacryodes nervosa (H.J.Lam) Leenh.
- Dacryodes nitens Cuatrec.
- Dacryodes oblongifolia Daly & M.C.Martínez
- Dacryodes oblongipetala Daly & M.C.Martínez
- Dacryodes obovata Daly & M.C.Martínez
- Dacryodes occidentalis Cuatrec.
- Dacryodes olivifera Cuatrec.
- Dacryodes panamensis M.C.Martínez & Daly
- Dacryodes paraensis Cuatrec.
- Dacryodes patentinervia (Leenh.) P.S.Ashton
- Dacryodes patrona Daly
- Dacryodes peruviana (Loes.) H.J.Lam
- Dacryodes puberula (A.W.Benn.) H.J.Lam
- Dacryodes ramosa Daly & M.C.Martínez
- Dacryodes robusta M.C.Martínez & Daly
- Dacryodes roraimensis Cuatrec.
- Dacryodes rostrata (Blume) H.J.Lam
- Dacryodes rubiginosa (A.W.Benn.) H.J.Lam
- Dacryodes rugosa (Blume) H.J.Lam
- Dacryodes samanae M.C.Martínez & Daly
- Dacryodes sclerophylla Cuatrec.
- Dacryodes spatulata Daly & M.C.Martínez
- Dacryodes steyermarkii Sandwith
- Dacryodes sudyungasensis Daly & M.C.Martínez
- Dacryodes talamancensis D.Santam. & Aguilar
- Dacryodes transitionis M.C.Martínez & Daly
- Dacryodes tumacensis Daly & M.C.Martínez
- Dacryodes uruts-kunchae Daly, M.C.Martínez & D.A.Neill
- Dacryodes villosa Daly & M.C.Martínez
- Dacryodes yaliensis M.C.Martínez & Daly